# Gabriel Llabrés i Quintana
Gabriel Llabrés i Quintana (Binissalem, Mallorca, 25 de març de 1858 - Palma, 15 de març de 1928), historiador, arqueòleg, medievalista i bibliòfil mallorquí.

## Biografia
Cursà el batxillerat a l'Institut Balear i estudià lletres a Barcelona, tot i que es llicencià a Madrid. El 1881 entrà al Cos d'Arxivers, Bibliotecaris i Arqueòlegs i fou destinat a la Biblioteca Provincial de Terol amb només 23 anys. Allà copià el diari manuscrit del cavaller terolès del s. XVI Juan Gaspar Sánchez Muñoz, que edità el 1895 (segona edició de 1902). El 1882 anà a la Biblioteca Provincial de Barcelona, on treballà amb Marià Aguiló. El 1883 s'establí a Mallorca com a auxiliar de la Secció de Lletres de l'Institut; aleshores fundà el Bolletí de la Societat Arqueològica Lul·liana, del qual fou el primer director. El 1888 guanyà un premi als Jocs Florals de Barcelona per Recull de cartes per l'epistolari en català. El 1895 aprovà l'oposició a la càtedra de Geografia i Història i començà el periple per diverses ciutats espanyoles. Fou nomenat catedràtic de Geografia i Història de Maó, on dirigí la Revista de Menorca. Entre 1899 i 1902 fou catedràtic de Geografia i Història a l'Instituto General y Técnico de Càceres, on fundà la Revista de Extremadura, fou secretari de la Comissió Provincial de Monuments Històrics i creà el Museu Arqueològic Escolar. L'estiu de 1899 es casà amb l'aragonesa María Jesús Bernal y Corculluela, amb qui tingué un fill que continuà les seves línies de recerca.
El 1903, instal·lat a Osca, fundà la Revista de Huesca, que va durar set números fins al 1905; allà publicà els índexs dels tres volums manuscrits de les Memorias literarias de Aragón, de Félix de Latassa, i el Noticiario, de Pedro Villacampa, de Jaca, que recopila els fets més destacats compresos entre els anys 1350 i 1563. També publicà un ampli Epistolari de Jovellanos, així com la seva tesi doctoral, editada a Madrid i defensada dos anys abans, Bernardo Descoll es el autor de la "Crónica catalana de Pedro IV el Ceremonioso".
El 1907 estigué a Sant Sebastià i després a Santander, i retornà a Mallorca definitivament el 1913, amb la vista molt afectada, cosa que li dificultava molt llegir i escriure. A l'illa fou catedràtic de l'Institut Balear i, el 1917, l'elegiren president de la Societat Arqueològica Lul·liana. El 1922 patí un atac d'apoplexia, però continuà la seva tasca de recerca. El 1923 el nomenaren delegat d'excavacions arqueològiques a Mallorca i en practicà a la ciutat romana de Pol·lència (Alcúdia) entre 1923 i 1927, en tres campanyes finançades pel Ministerio de Bellas Artes. Investigà sobre els xuetes i n'edità documentació del període 1247-1387. Morí a 70 anys.

## Significació
Gabriel Llabrés tenia una portentosa capacitat de treball, sacrifici i organització i és autor d'almenys 346 títols, entre articles, opuscles, llibres, monografies, catàlegs i edicions de documents. En cada ciutat que anava organitzava activitats, augmentava les col·leccions dels museus, fundava alguna revista o societat, furetejava les biblioteques, participava en comissions de monuments, investigava, etc. La seva recerca se centrà en l'edat mitjana, època sobre la qual feu importants descobriments, així com edicions de textos catalans, com ara el Cançoner dels comtes d'Urgell (1906, acompanyat d'un "Estudi històric i literari" de 1907), i un volum de Poètiques catalanes.
Una altra descoberta cabdal és el denominat Manuscrit Llabrés o Consuetes mallorquines, pertanyent al segle xvi i que consta de quaranta-nou peces teatrals (quaranta-quatre en català) que Gabriel Llabrés trobà el 1887 en una església de Mallorca; juntament amb el Códice de autos viejos, és la compilació més important de teatre hispànic antic. Col·laborà en la Revista de Archivos y Biblioteques i en moltes d'altres d'espanyoles i europees. Fou correspondiente de la Real Academia de la Historia des del 1894 i de la de Bellas Artes de San Fernando, de la de Bones Lletres de Barcelona (1892), de l'Institut Arqueològic de Berlín i de la Societat Artístico-Arqueològica de Barcelona. Fou fundador i president de la Societat Arqueològica Lul·liana de Palma i el primer director del seu Bolletí. També fou soci emèrit de la Sociedad Económica de Amigos del País de Teruel.
El seu arxiu es conserva a la biblioteca que duu el seu nom a Palma.